# Marko Šeparović
Marko Šeparović (Vela Luka, 1890. – Dubrovnik, 13. studenog 1944.) bio je hrvatski učitelj i književnik.

## Životopis
Rođen je 1890. u Veloj Luci u obitelji Nikole i Palme (rođ. Petković Miš). Osim njega imali su još dvojicu sinova, Benjamina i Nikolu. Nakon očeve smrti sele se 1909. u Dubrovnik. Marko je u Dubrovniku završio Franjevačku klasičnu gimnaziju. Godine 1911. započeo je studij u Beču kojeg nastavlja u Zagrebu te diplomira na Filozofskom fakultetu 1915. godine. Nakon služenja u austrougarskoj vojsci zaposlio se kao profesor povijesti i zemljopisa na Nautičkoj školi u Kotoru. Tada se oženio na Sušaku sa Olgom Piškulić. U braku su imali četveo djece. Često je morao mijenjati radna mjesta; službovao je u Sarajevu (1918.), Podgorici (1919.), Kosovskoj Mitrovici i Gnjilanima (1921.), Prištini (1922.), Užicama (1923.), Srpskoj Požegi i Pirotu (1924.). Njegov život i službovanje postaju stabilnijim dolaskom Stjepana Radića za ministra prosvjete te je od 1926. do 1929. bio profesor na gimnaziji u Slavonskom Brodu. Nakon proglasa šestosječanjske diktature ponovno je premješten 1929. u Bihać te nedugo zatim u Koprivnicu. Iz profesionalne službe izbačen je 1932. godine zbog nepouzdanosti režimu.
Nako što je profesionalno rehabilitiran zapošljava se 1941. kao profesor na dubrovačkoj realnoj gimnaziji. Za vrijeme NDH nije bio politički djelatan. Njegov sin Ivan se kao maturant zagrebačke prve realne gimnazije na početku rata priključio NOB-u gdje je ubrzo i poginuo. Okružni narodnooslobodilački odbor Dubrovnik udaljuje ga 7. studenog 1944. sa radnog mjesta. Dana 13. studenog skončao je život od posljedica frakture lubanje koja je nastala pod nerazjašnjenim okolnostima.

## Djela
- „Hrvatska povijest djedova unuku”
- „Hrvatski narodni život i običaji u Velojluci na Korčuli”.[3]

### Članci
- Kampl, Branimir. 2021. Život i djelo u duhu vremena. Lanterna. Lanterna, udruga za promicanje kulture, običaja, baštinskih i prirodnih vrijednosti Vele Luke i otoka Korčule. Vela Luka.  (4): 190–194

## Vanjske poveznice
Ostali projekti
|  | Zajednički poslužitelj ima još gradiva o temi Marko Šeparović |